# TaurusWebs
TaurusWebs es un software para la administración de empresas ganaderas, concretamente aquellas relacionadas con explotaciones de carne, leche y doble propósito. Es desarrollado por la compañía colombiana de software SADEP Ltda. Funciona en el sistema Microsoft Windows.

## Funcionalidades
- Montaje de bases de datos a partir de las historias de los animales
- Control sistemático de procesos de producción en campo mediante el uso de registros y listados (Inventario, hembras preñadas, partos ocurridos, próximos calores, control lechero, etc.)
- Generación de indicadores para análisis, planeación y toma de decisiones (Interpartos, días abiertos, curva de lactancia, márgenes económicos, etc.)
- Integración de bases de datos en la Internet, en www.tauruswebs.com, para generación de estadísticas regionales, nacionales e internacionales .
- Entre otras cosas, el programa monitorea aspectos como la población, reproducción, producción, salud, potreros, lluvias, kardex y economía.
- Manejo de reportes de acuerdo a los ítems anteriores, permitiendo generar indicadores y proyecciones del comportamiento del ganado y la situación financiera de la finca